# Stadio Zdzisław Krzyszkowiak
Lo Stadio Zdzisław Krzyszkowiak (in polacco Stadion im. Zdzisława Krzyszkowiaka) è uno stadio della città polacca di Bydgoszcz, di proprietà dello stato. È intitolato all'atleta Zdzisław Krzyszkowiak.
Nel 2016 ha ospitato la sedicesima edizione dei campionati del mondo under 20 di atletica leggera. Dal 2019, ospita annualmente l'Irena Szewińska Memorial.
Il 21 luglio 2018 ospiterà la finale della Topliga, il massimo campionato polacco di football americano.